# تقارب مطلق
في الرياضيات، يقال عن متسلسلة أنها تتقارب مطلقا (أو أنها متقاربة مطلقا), إذا كان مجموع القيم المطلقة لحدود المتسلسلة متقاربا. بتعبير أدق، متسلسلة حقيقية أو عقدية {\displaystyle \textstyle \sum _{n=0}^{\infty }a_{n}} يقال عنها متقاربة مطلقا إذا توفر {\displaystyle \textstyle \sum _{n=0}^{\infty }\left|a_{n}\right|<\infty }.